# Han Pijesak
Han Pijesak (cyr. Хан Пијесак) – miasto we wschodniej części Bośni i Hercegowiny, w Republice Serbskiej, siedziba gminy Han Pijesak. W 2013 roku liczyło 1777 mieszkańców.